# Otty Patiño
José Otty Patiño Hormaza (Buga, 1945) es un politólogo y escritor colombiano, cofundador y exguerrillero del Movimiento 19 de abril (M-19). Fue miembro de la Asamblea Nacional Constituyente de 1991.

## Biografía
Patiño nació en el municipio de Guadalajara de Buga, en el Valle del Cauca en 1945.
Ingresó a estudiar Arquitectura en la Universidad del Valle, abandonando sus estudios tiempo después, apenas cursando seis semestres.

### Militancia en el M-19
En 1974 fundador junto a otros de la guerrilla nacionalista Movimiento 19 de abril (M-19).  Patiño participó en la planeación y publicidad del Robo de Armas del Cantón Norte, en año nuevo de 1979 y en la Toma a la Embajada Dominicana en febrero de 1980, pero nunca llegó a tomar las armas directamente en estas operaciones En el caso de la Toma de la Embajada, conocida como Operación Libertad y Democracia, Patiño fue el encargado de ultimar los detalles de la toma con el comandante Jaime Bateman, en Melgar (Tolima), días antes de que se llevará a cabo la operación. Sin embargo el día de la toma él estaba en el municipio de Tuluá (Valle del Cauca) viendo por televisión el suceso. También participó en la agencia de prensa del M-19 Oiga Hermano.

#### Acuerdos de paz
Patiño fue negociador del M-19 con el gobierno de Belisario Betancur, entre 1982 y 1985, y luego con el gobierno de Virgilio Barco en 1990. Este último fue el proceso que permitió la incorporación de los miembros del M-19 a la sociedad civil, bajo el partido Alianza Democrática M-19 o AD-M19. Bajo este movimiento apoyó la candidatura a la presidencia de su antiguo comandante Carlos Pizarro, quien fue asesinado en abril de 1990, un mes después de firmados los acuerdos de Paz con el gobierno.

### Asamblea Nacional de 1991
La Asamblea Nacional que buscaba reformar a fondo la Constitución de 1886 fue uno de los puntos que se pactaron entre la otrora guerrilla y el gobierno. Este órgano fue aprobado en 1990 y los antiguos militantes del M-19 se presentaron como candidatos de su movimiento para integrar la Asamblea. Patiño fue elegido por voto popular el 9 de diciembre de 1990.Fue designado en la comisión primera.
Además de ser ponente de reformas, también hizo caricaturas de sus compañeros en la Asamblea, las cuales fueron publicadas en El Tiempo, el 2 de marzo de 1991.

### Años posteriores
Profesional en Estudios Políticos y Resolución de Conflictos de la Universidad del Valle. Fue coordinador para el Noticiero AM/PM Trabajo como columnista en El Tiempo. En el 2013, fue citado en la Fiscalía, para declarar en el proceso de destitución de su excompañero en armas y entonces alcalde de Bogotá, Gustavo Petro, afirmando allí que habían irregularidades en el proceso. Es autor de libros sobre el conflicto colombiano, y miembro de varios observatorios de paz en distintas universidades del país, además de colaborador en la Alcaldía Mayor de Bogotá. En 2020 asistió a la Comisión de la Verdad.

## Obras
- Las Verdaderas Intenciones de las FARC (1999).[14] Observatorio Para la Paz. ISBN 958281067X
- Con Mauricio García Durán. El camino del M-19 de la lucha armada a la democraciaː una búsqueda de cómo hacer política en sintonía con el país (2000). Capítulo de la obra De la insurgencia a la democracia. Estudios de caso.[15]
- Las Verdaderas Intenciones del ELN (2001).[16]
- Las Verdaderas Intenciones de los Paramilitares (2002).
- Con Vera Grabe y Mauricio García. M-19's Journey from Armed Struggle to Democratic Politics: Striving to Keep the Revolution Connected to the People. (2008)Berghof Research Center for Constructive Conflict Management ISBN 3927783870
- Guerras inútiles: una historia de las FARC (2009) Intermedio Editores.ISBN 9587099443[17][18]
- Historia privada de la Violencia: la crisis colombiana de mediados del siglo XX contada por los descendientes de sus protagonistas (2017). Debate Bogotá. ISBN 9588931991[19]